# Wojciech Rodek
Wojciech Rodek (ur. 23 kwietnia 1977 w Brzegu) – polski dyrygent, aktualnie pełniący obowiązki dyrektora Polskiej Orkiestry Sinfonia Iuventus im. Jerzego Semkowa.
Naukę gry na fortepianie rozpoczął w wieku 8 lat, w Państwowej Szkole Muzycznej w Namysłowie. Kontynuował ją w Państwowej Szkole Muzycznej II stopnia we Wrocławiu. W latach 1998-2003 studiował w klasie dyrygentury prof. Marka Pijarowskiego na Akademii Muzycznej we Wrocławiu. Jest także absolwentem filologii słowiańskiej na Uniwersytecie Wrocławskim .
W 2005 roku wygrał konkurs na stanowisko asystenta-dyrygenta w Filharmonii Narodowej. Od tego czasu współpracował z wieloma polskimi orkiestrami, m.in. Narodową Orkiestrą Symfoniczną Polskiego Radia,  Sinfonią Iuventus, orkiestrami filharmonicznymi w Gdańsku, Koszalinie, Szczecinie, Poznaniu, Bydgoszczy, Białymstoku, Kielcach, Łodzi, Zielonej Górze, Wrocławiu, Opolu, Wałbrzychu, Katowicach, Rzeszowie, Krakowie, Lwowie, Weronie, orkiestrami w Toruniu, Płocku, Łomży, zespołami kameralnymi Capella Bydgostiensis, Capella Cracoviensis, NFM Leopoldinum i orkiestrą Sinfonia Varsovia.
Był kierownikiem muzycznym Gliwickiego Teatru Muzycznego, dyrektorem artystycznym Filharmonii Dolnośląskiej, a także dyrektorem artystycznym Teatru Wielkiego w Łodzi.
W grudniu 2011 roku Wojciech Rodek został mianowany dyrektorem artystycznym Filharmonii Lubelskiej. W trakcie dziesięciu lat sprawowania swojej funkcji nagrał on z orkiestrą 5 płyt, a także udał się na tournée do Stanów Zjednoczonych. Zakończył swoją kadencję we wrześniu 2022, jednak pozostał na stanowisku I dyrygenta orkiestry. W grudniu 2022 roku został dyscyplinarnie zwolniony przez nową dyrekcję. Po rozpatrzeniu sprawy Sąd Rejonowy w Lublinie uznał rozwiązanie stosunku pracy za niezgodne z prawem i nakazał przywrócenie go do pracy na zajmowanym stanowisku. W styczniu 2025 roku ostatecznie zawarta została ugoda, na podstawie której Wojciech Rodek zakończył z nią współpracę.
1 czerwca 2025 roku minister kultury i dziedzictwa narodowego Hanna Wróblewska powołała go na stanowisko pełniącego obowiązki dyrektora Polskiej Orkiestry Sinfonia Iuventus im. Jerzego Semkowa.

## Dyskografia
- KAR 7053: Illarramendi – 7ª Sinfonía - Orkiestra i Chór Filharmonii Narodowej w Warszawie (2008)[6]
- Cello Heroics II: Szostakowicz – Gavriel Lipkind, Sinfonia Varsovia (2010)[7]
- AP0502: Raul Koczalski – Piano Concertos 2 – Joanna Ławrynowicz, Orkiestra Symfoniczna Filharmonii im. Henryka Wieniawskiego w Lublinie (2018)[8]
- AP0504: Raul Koczalski – String Concertos – Agnieszka Marucha, Łukasz Tudzierz, Orkiestra Symfoniczna Filharmonii Lubelskiej im. Henryka Wieniawskiego (2018)[9]
- AP0503: Raul Koczalski – Piano Concertos 3 – Joanna Ławrynowicz, Orkiestra Symfoniczna Filharmonii im. Henryka Wieniawskiego w Lublinie (2019)[10]
- AP0470: Joachim Kaczkowski – Works For Violin And Orchestra – Agnieszka Marucha, Orkiestra Symfoniczna Filharmonii im. Henryka Wieniawskiego w Lublinie (2019)[11]
- NAXOS 8.660521-22: Władysław Żeleński – Janek. Opera in two acts – Łukasz Gaj, Małgorzata Grzegorzewicz-Rodek, Męski Zespół Wokalny I Signori, Chór Żeński oraz Orkiestra Symfoniczna Filharmonii im. Henryka Wieniawskiego w Lublinie (2023)[12]

## Filmografia
Wojciech Rodek dyrygował zespołami podczas nagrań filmów:
- Get Low (2009) z udziałem Roberta Duvalla, Billa Murraya i Sissy Spacek
- City Island (2009) z udziałem Andy'ego Garcii, Julianny Margulies i Stevena Straita